# Amphoe Phlapphla Chai
Phlapphla Chai (thaï : พลับพลาชัย) est un amphoe de la province de Buriram.